# Szent Péterről nevezett Mária
Szent Péterről nevezett Mária (Rennes, 1816. október 4. – Tours, 1848. július 8.) karmelita rendi apáca (Teljes  neve: Szent Péterről és a Szent Családról nevezett Mária nővér). Sokat tett a Jézus szent arca tisztelet felélesztéséért, mely katolikus áhítat kapcsolatban van, a Jézus Szíve tisztelettel. 
A Rennes-ben található, Szent Germán-templomban keresztelték meg. Gyermekként a Perrine nevet tudhatta magáénak.
1839. november 13-án lépett be a karmelita rendbe Tours-ban. Örökfogadalma 1841-ben volt. Ezen év (1841) június 8-ától használta mint karmelita apáca a Szent Péterről  nevezett Mária nővér nevet.
1843-1847 - A Szent Péterről nevezett Mária, karmelita nővér Jézustól kinyilatkoztatásokat kapott. Jézus azt kívánta, hogy az egész világon valósuljon meg az Ő Szent Arcának tisztelete. Azt a célt fejezte ki ez az áhítat, hogy elégtételt nyújtson az istenkáromlásokért és az istentelen beszédekért, a vasárnapok megszentségtelenítéséért, melyek világszerte elterjedtek, ugyanakkor olyan eszközként lett ez az áhítat alapítva, amelyen keresztül mindannyian Isten elé vihetjük szándékainkat, bármit, amit csak szeretnénk. Az áhítat, melyet Krisztus nyilatkoztatott ki Szent Péterről nevezett Mária nővérnek, elsősorban az Arany Nyílvessző Ima és a Szent Arc litánia imádkozását foglalta magába. Ugyanakkor e tisztelet részeit képezik még további imádságok, mint rózsafüzérek, vagy imaláncok; valamint a Szent Arc Kereszt viselése, amelybe a következő szavak vannak belevésve: „Áldott legyen az Isten neve!” és „Távozz, Sátán” a hátlapon.
1848 - Szent Péterről nevezett Mária nővér a szentség hírében halt meg július 8-án. Csak kevéssel a halála előtt volt csak képes továbbítani adatokat és részletek az ő ötéves kinyilatkoztatásairól a helyi, tours-i püspöknek. Még lehetősége volt megosztani az információt egy barátjával, egy nyugdíjas tours-i ügyvéddel, akit Leon Papin Dupont-nak hívtak, és akit később a "Szent Arc apostolának" neveztek.
Első életrajzát összeállította L'Abbé Janvier (Peter Janvier atya, a Szent Arc papjai igazgatója).

## Hatása, öröksége
Szent Péterről nevezett Mária karmelita nővér mindössze 32 évet élt, de élete  így is példa értékű volt. Élete és munkássága  hatással volt olyan jelentős katolikus személyekre, mint Tiszteletreméltó Leo Papin Dupont, Lisieux-i (kis) Szent Teréz vagy  Boldog Maria Pierina de Mitcheli nővér.

## Könyvek
- The Golden Arrow: The Revelations of Sr. Mary of St. Peter, by Mary of Saint Peter
- LOUIS VAN DEN BOSSCHE : THE MESSAGE  of Sister Mary of St.Peter ; Translated from the French by  MARY G.DURHAM; Nihil Obtat 15th August 1953;Imprimatur

Blests 8th September 1953; +LUDOVIC; (püspökség megjölélése, mely el van mosódva részben az angol nyelvű forrásszövegben)
- Nihil obstat John M.A. S.T.D. Censor Liborum; Imprimatur: Francis Cardinal Spellman Archbishop of New York; March 15, 1954; ISBN 978-0-89555-389-8; TAN Books, An Imprint of Saint Benedict, LLC; Charlotte, North Carolina, 2012